# Pseudopsodexia cruciata
Pseudopsodexia cruciata är en tvåvingeart som beskrevs av Henry J. Reinhard 1929. Pseudopsodexia cruciata ingår i släktet Pseudopsodexia och familjen spyflugor.
Artens utbredningsområde är Kuba. Inga underarter finns listade i Catalogue of Life.